# 凱爾特胸針

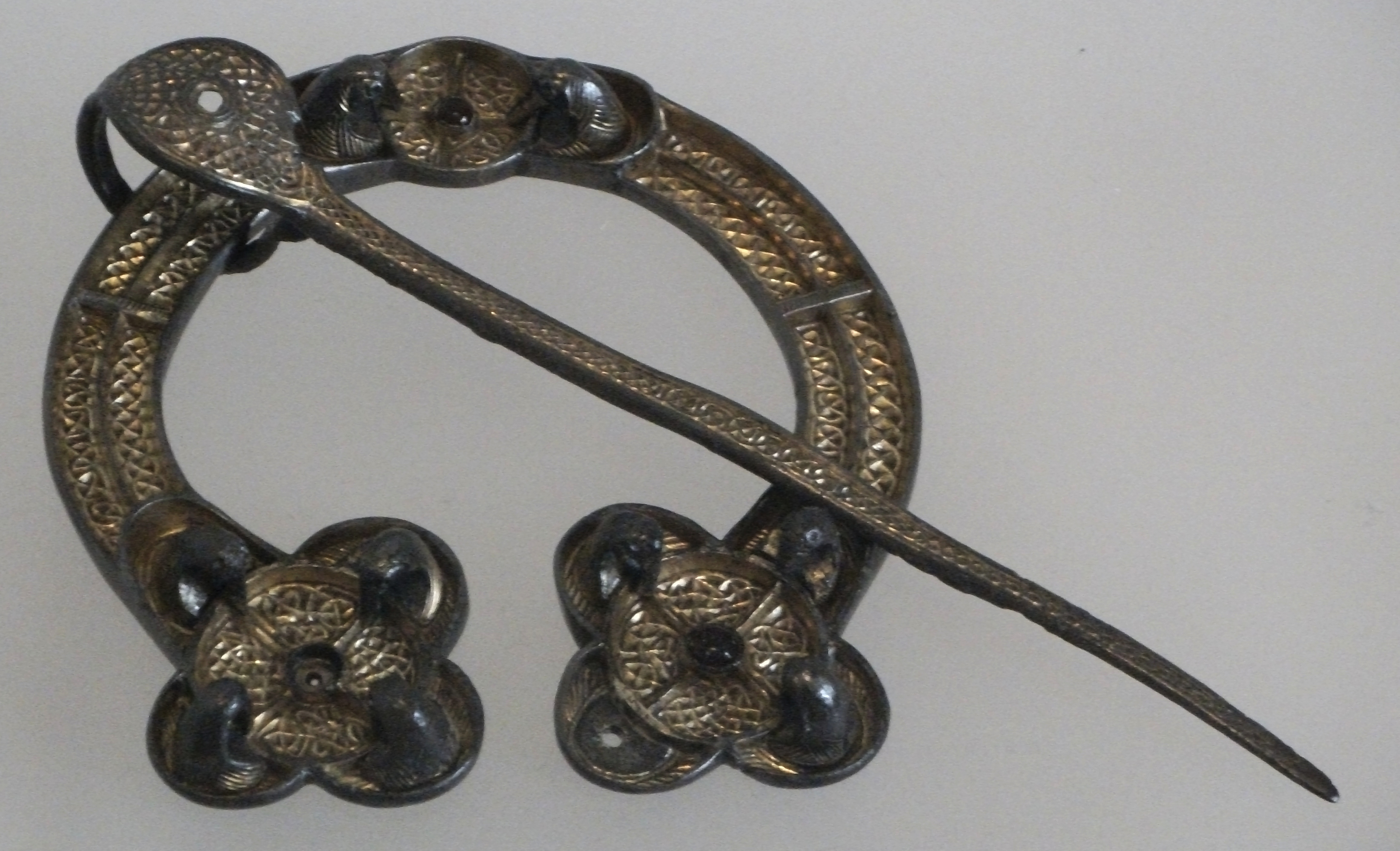
羅加特胸針，蘇格蘭國立博物館，FC2。皮克特玦形胸針，8世紀。銀質、鍍金和玻璃。分類為福勒H3型。

凱爾特胸針（Celtic brooch）又稱為玦形胸針（penannular brooch），以及與其相似的偽玦形胸針（pseudo-penannular brooch），是固定衣物的配件。流行於愛爾蘭和英國中世紀早期，其他時代和地區也有類似配件，例如現代北非地區。
它們最初是鐵器時代和羅馬時期的實用固定物件，西元700至900年間的愛爾蘭和蘇格蘭貴族用貴金屬製作這類玦形華麗的胸針，這些胸針通常被稱為凱爾特胸針。它們是中世紀早期凱爾特藝術（藝術史學家更喜歡稱之為島嶼藝術）的高品質世俗金屬製品中最重要的物品。這種胸針以更簡單的形式延續，例如薊胸針，一直延續到11世紀，即愛爾蘭和蘇格蘭通常被稱為維京時代的時期。

## 簡介

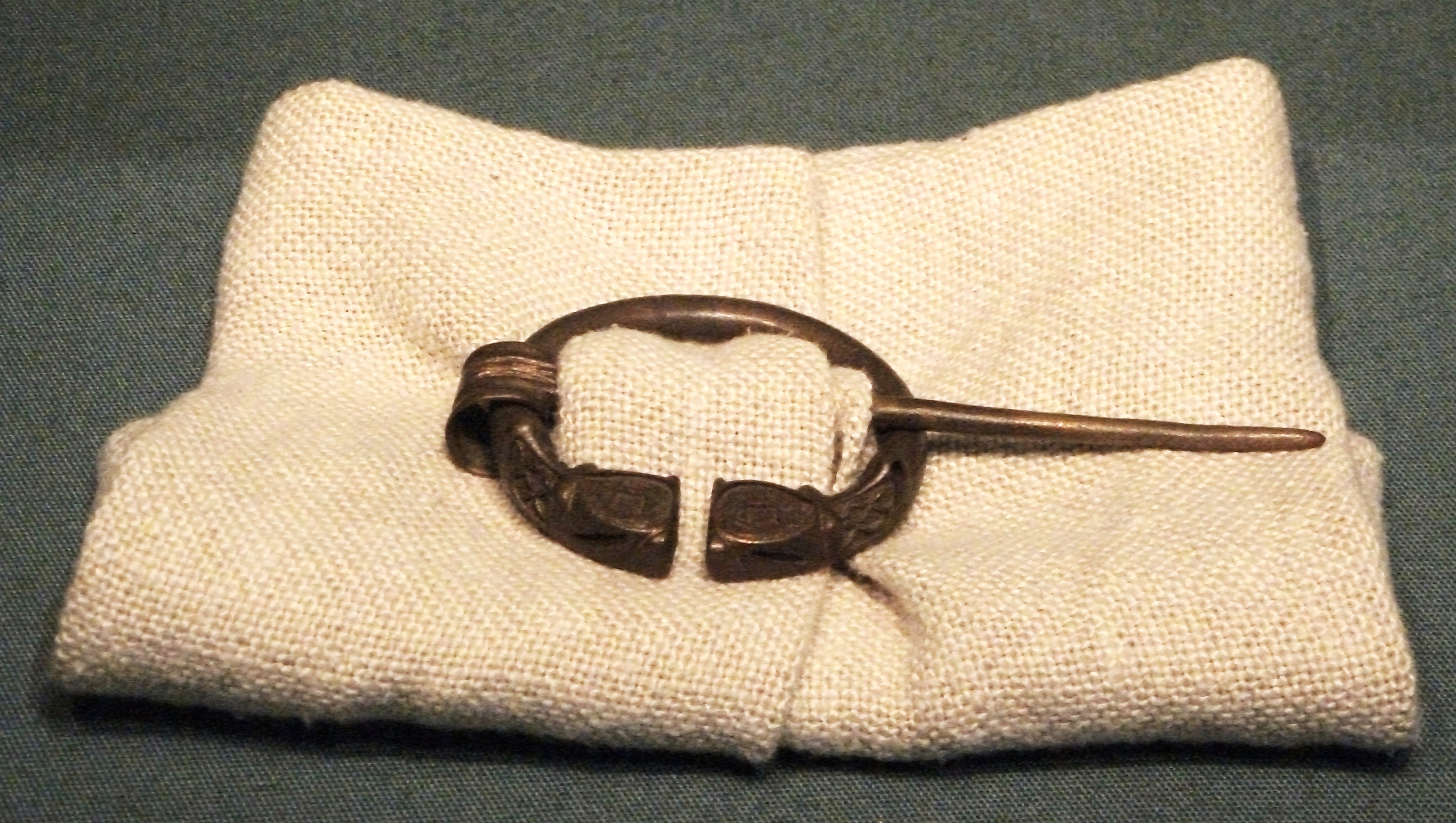
在現代的布料上示範如何使用凱爾特胸針。

玦形胸針是由一個缺口的圓環及一根針（插銷）組成，針的一端連接在圓環上，可在環上移動，使用方法是將針刺穿布料，再挪動圓環使缺口穿過針並轉動圓環，讓環卡住以固定整個胸針。

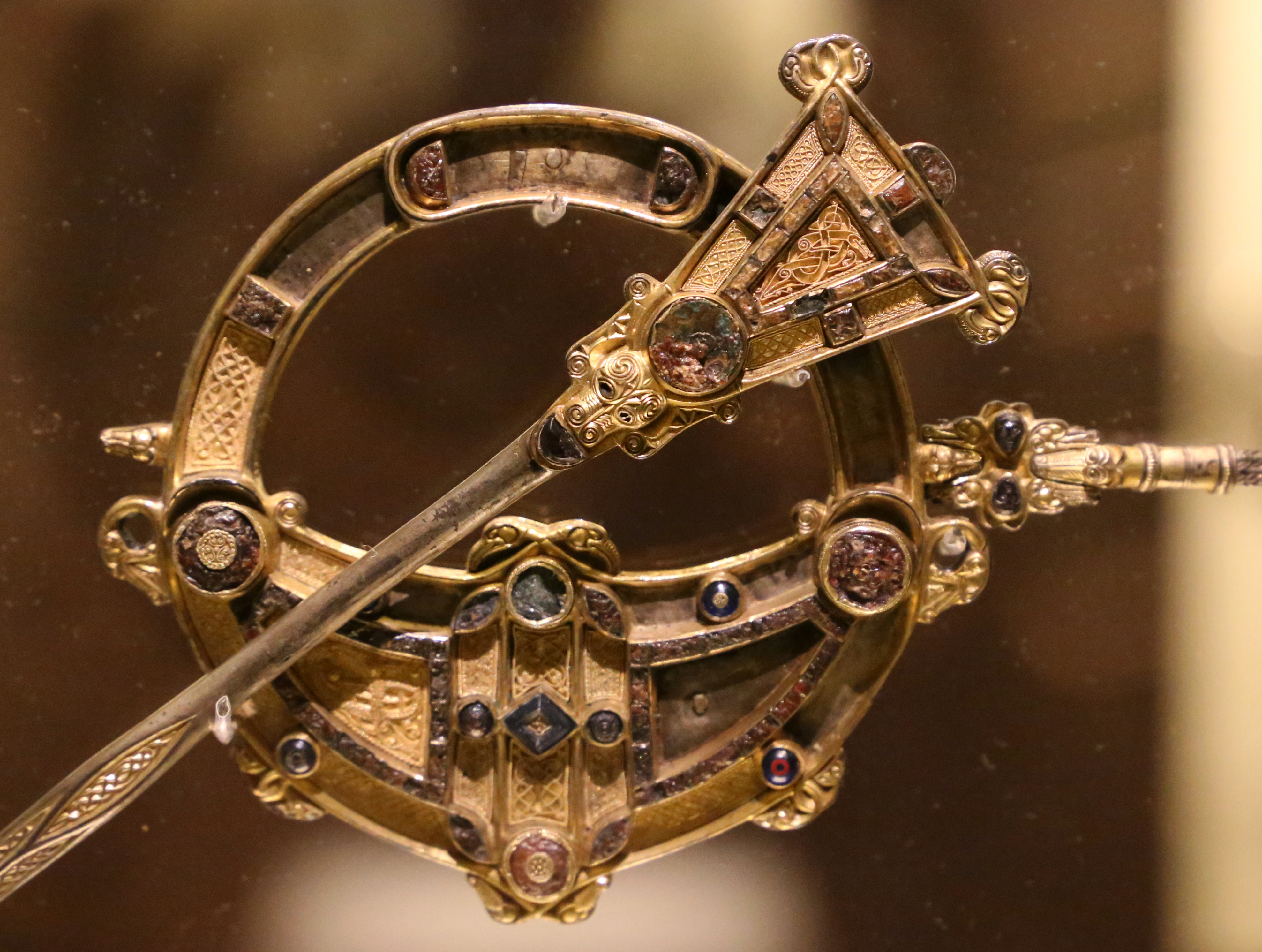
塔拉胸針。偽玦形胸針，愛爾蘭，8世紀初。

偽玦形胸針與玦形胸針的差異在於，偽玦形胸針的環是一個封閉無缺口的圓環。目前學術界對於偽玦形胸針的使用方式存在爭議，可能並非所有胸針的方法都相同。一種方法可能是將布的折疊拉過環，使布被針刺穿，然後將布拉回，直到針靠在環上。這種方法最適合胸針的長度不超過戒指直徑的胸針。第二種方法可能只是簡單地將布料垂直固定，使環懸掛在布料上，而不與布料相連。第三種方法是在環上另外綁一段鏈條或繩索將針綁住來固定針。